# Celluloid Heroes
Celluloid Heroes è un brano musicale del gruppo rock britannico The Kinks, incluso nell'album Everybody's in Show-Biz del 1972, e pubblicato come secondo singolo estratto da esso.

## Il brano
Nel testo della canzone vengono citati i nomi di molti attori famosi del XXº secolo, e viene citata anche l'Hollywood Boulevard di Los Angeles, alludendo alla sua celebre Hollywood Walk of Fame. Gli attori menzionati sono: Greta Garbo, Rodolfo Valentino, Bela Lugosi, Bette Davis, Marilyn Monroe, George Sanders, e Mickey Rooney, anche se in alcune versioni della canzone, incluse quelle registrate dal vivo in concerto, sono lasciati fuori i nomi di Marilyn Monroe, George Sanders, e Mickey Rooney. 

### Significato
Davies ricorse alla tecnica dell'immedesimazione per creare un'intima connessione con la materia trattata. Il testo possiede un tono malinconico e nostalgico, e tratta tre tematiche principali. La prima, cita specificatamente il cinismo dell'industria cinematografica e i modi spesso inumani nel quale vengono trattate le star del cinema. La seconda, è una lode all'immortalità presunta garantita da Hollywood ai suoi "eroi di celluloide", dove Davies afferma: «le stelle di celluloide non provano mai dolore o paura», e «non muoiono mai veramente». Infine, Davies parla in metafora dell'eterea ed allusiva natura della fama e del successo di Hollywood.
Dal punto di vista musicale, la ballata è uno dei pochi brani dove il talento di John Gosling (al pianoforte) è evidente come elemento chiave della composizione. L'ex tastierista degli Animals Dave Rowberry suona l'organo Hammond nella traccia.

### Pubblicazione ed accoglienza
La traccia venne pubblicata come secondo singolo estratto dall'album. In Gran Bretagna, la durata del singolo era quella integrale del pezzo sul disco che dura più di 6 minuti, mentre la versione per gli Stati Uniti fu accorciata a 4 minuti circa. Celluloid Heroes non riuscì ad entrare in classifica. Sebbene non si rivelò un successo, il brano ebbe una consistente diffusione radiofonica nel corso degli anni settanta ed ottanta, diventando un piccolo classico dei Kinks.

## Cover
- Joan Jett registrò una reinterpretazione della canzone per l'album di cover The Hit List.
- Una performance dal vivo (featuring Ray Davies) appare come B-side del singolo dei Bon Jovi Misunderstood (2002).
- Steve Vai sull'album The Elusive Light and Sound Vol. 1.
- L'attore britannico Tim Curry eseguiva frequentemente il brano durante i suoi concerti di fine anni settanta.
- Juice Leskinen tradusse ed incise una versione in finlandese della canzone con il titolo Paperitähdet.
- I Blackmore's Night sull'album Autumn Sky.
- Jeannie Lewis nell'album del 1974 Looking Backwards to Tomorrow.